# Sabra (рід)
Sabra — рід метеликів родини серпокрилок (Drepanidae). Представники роду поширені у Палеарктиці. Живуть у світлих лісах. Гусениці живляться листям берези, вільхи, дуба та липи.

## Види
- Sabra harpagula (Esper, [1786])
- Sabra sinica (Yang, 1978)
- Sabra taibaishanensis (Chou & Xiang, 1987)